# Giovanni Goria
Giovanni Giuseppe Goria (30. července 1943 Asti – 21. května 1994 Asti) byl italský křesťanskodemokratický politik. V letech 1987–1988 byl premiérem Itálie, nejmladším od druhé světové války. V letech 1982–1987 byl ministrem národního pokladu, roku 1987 ministrem rozpočtu, 1991–1992 ministrem zemědělství, 1992–1993 ministrem financí.
Byl znám pro svou dobrou prezentaci v médiích, zejména v televizi. Na funkci premiéra rezignoval poté, co mu parlament neschválil zákon o státním rozpočtu. Z politiky odešel roku 1993 po velkém korupčním skandálu, který postihl křesťanské demokraty i jeho samotného. Zemřel bohužel před koncem svého procesu.